# Brachaluteres taylori
 Brachaluteres taylori es una especie de peces de la familia Monacanthidae en el orden de los Tetraodontiformes.

## Morfología
Los machos pueden llegar alcanzar los 5 cm de longitud total.

## Hábitat
Es un pez de mar de clima tropical y asociado a los  arrecifes de coral

## Distribución geográfica
Se encuentra en Papúa Nueva Guinea, Australia (incluyendo la Isla de Lord Howe), las Islas Marshall, las Islas Chesterfield y Nueva Zelanda.